# Fazenda Itamaraty
A Fazenda Itamaraty foi um pólo pioneiro da agricultura brasileira em cultivo no cerrado, situada no estado de Mato Grosso do Sul, iniciativa do empresário Olacyr de Moraes e, mais tarde, alvo de invasão pelo MST - movimento de sem-terras do país - e objeto do maior assentamento em reforma agrária do Brasil.
Localizada a 440 quilômetros de Campo Grande, fica no município de Ponta Porã, junto à fronteira com o Paraguai. Sua área total é de mais de 8 mil

## Histórico
A fazenda tornou-se um símbolo de produtividade, sendo considerada a maior área particular no cultivo de soja no Brasil, tendo sido a segunda na produtividade de algodão e recordista na de milho.
Aliando técnicas administrativas às pesquisas científicas de novas variedades, a fazenda possuiu um dos primeiros laboratórios agrícolas do Brasil. Ali foram desenvolvidos cultivares de sojas dos mais produtivos no mundo.
Em 1996 o engenheiro agrônomo responsável pela produção da Itamaraty era Paulo Fortuna, que acentuava a importância das pesquisas da cientista agrícola Johanna Döbereiner no cultivo da soja, nas fazendas de Olacyr de Moraes.
Com o fracasso da iniciativa de construir a Ferronorte, o patrimônio de Olacyr de Moraes decaiu, agravado com o Plano Real.
Em novembro de 2000 parte das terras foram desapropriadas para fins de reforma agrária, numa iniciativa que recebeu elogios do senador Ramez Tebet, alegando que o estado era o que tinha maior número de invasões de terras, no país. Na época planejava-se o assentamento de 1200 famílias,. Em 2009 havia 2.837 familias assentadas na área.
Apesar da desapropriação, em 2001 a fazenda veio a ser invadida por sem-terras ligados à Federação dos Trabalhadores na Agricultura. Esperando pelo assentamento, os sem-terras alegaram que tinham testemunhado a retirada de madeira da reserva legal da propriedade.
Em 2009, uma área de 36 ha foi destinada pelo INCRA para a instalação de uma base da Força Nacional de Segurança, com o objetivo de patrulhar a fronteira com o Paraguai. Usando a antiga sede da fazenda como núcleo, a base possui pista de pouso de aeronaves, hangar e restaurante, sendo projeto de tornar-se um centro latino-americano de treinamento de policiais. Depois do  aeródromo servir a Força Nacional de Segurança por anos, ele virou pista de caminhada, porém a estrutura de produção segue bem utilizada. 
Em 2013, as famílias assentadas ainda sofriam devido à escassez de subsídios do Incra, que enfrentava crises internas também. As terras ainda pertenciam à União e aguardavam regularização para os novos proprietários. Vários dos assentados venderam suas propriedades, outros arrendaram para grandes fazendeiros e até alguns traficantes de drogas arrendaram terras por lá.
Mas apesar do assentamento não ter atingido seu objetivo principal, acabou gerando riqueza por 'linhas tortas' com o arrendamento para a produção de grãos. Com quatro escolas, duas unidades de saúde e uma terceira em reforma, o assentamento aguarda a chegada do asfalto em suas ruas. 

## Nova Itamarati
Do assentamento realizado  na área da antiga Fazenda Itamaraty, surgiu o distrito Nova Itamarati com o Projeto de Lei 02/2015 pela câmara municipal de Ponta Porã. É o município mais populoso de MS, com 15.867 habitantes.
Apesar do assentamento já possuir unidades básicas de saúde, escolas e um comércio em desenvolvimento, ele ainda enfrenta problemas de infraestrutura. Falta de uma estrutura para escoar a água, o alagamento das ruas é uma constate. As residências por sua vez,  ainda sofrem com a falta da rede de esgoto e água de melhor qualidade.

O novo distrito destaca-se pelas atividades pecuárias, com a criação de 36 mil cabeças de gado e cerca de 500 ovelhas, além da produção de 30 mil litros de leite por dia, porém grande parte é resultado do arrendamento das terras para grandes fazendeiros.